# Edward Goodrich Acheson Award
Der Edward Goodrich Acheson Award ist eine Auszeichnung der Electrochemical Society. Sie ist (Stand 2018) mit 10.000 US-Dollar dotiert. Die Preisträger erhalten zusätzlich eine Medaille und die Gelegenheit, bei einem der Kongresse der Electrochemical Society einen Vortrag zum Thema der ausgezeichneten Forschung zu halten.
Ausgezeichnet werden Mitglieder der Gesellschaft, die sich durch besondere wissenschaftliche oder technische Entwicklungen und Verdienste um die Electrochemical Society hervorgetan haben.
Der Preis ist nach Edward Goodrich Acheson benannt, der den Preis sowohl stiftete, als auch erster Preisträger war.

## Preisträger
- 1929 Edward Goodrich Acheson
- 1931 Edwin Fitch Northrup
- 1933 Colin G. Fink
- 1935 Frank J. Tone
- 1937 Frederick M. Becket
- 1939 Francis C. Frary
- 1942 Charles F. Burgess
- 1944 William Blum
- 1946 H. Jermain Creighton
- 1948 Duncan A. MacInnes
- 1950 George W. Vinal
- 1952 John W. Marden
- 1954 George W. Heise
- 1956 Robert M. Burns
- 1958 William J. Kroll
- 1960 Henry B. Linford
- 1962 Charles L. Faust
- 1964 Earl A. Gulbransen
- 1966 Warren C. Vosburgh
- 1968 Francis L. LaQue
- 1970 Samuel Ruben
- 1972 Charles W. Tobias
- 1974 Cecil V. King
- 1976 N. Bruce Hannay
- 1978 Dan A. Vermilyea
- 1980 Ernest B. Yeager
- 1982 Henry C. Gatos
- 1984 Norman Hackerman
- 1986 Eric M. Pell
- 1988 Herbert H. Uhlig
- 1990 Theodore R. Beck
- 1992 Dennis R. Turner
- 1994 J. Bruce Wagner, Jr.
- 1996 Richard C. Alkire
- 1998 Jerry M. Woodall
- 2000 Larry R. Faulkner
- 2002 Bruce Deal
- 2004 Wayne L. Worrell
- 2006 Vittorio de Nora
- 2008 Robert P. Frankenthal
- 2010 John S. Newman
- 2012 Dennis W. Hess
- 2014 Ralph J. Brodd
- 2016 Barry Miller
- 2018 Tetsuya Osaka
- 2020 Esther Takeuchi
- 2022 Yue Kuo
- 2024 Paul Kohl[1]